# Resolutie 715 Veiligheidsraad Verenigde Naties
Resolutie 715 van de Veiligheidsraad van de Verenigde Naties werd op 11 oktober 1991 unaniem aangenomen, en stemde in met de voorgestelde plannen voor wapeninspecties in Irak.

## Achtergrond
Op 2 augustus 1990 viel Irak zijn zuiderbuur Koeweit binnen en bezette het land. Nog diezelfde dag werd de inval door de VN-Veiligheidsraad veroordeeld in resolutie 660. Deze resolutie eiste ook een onmiddellijke terugtrekking van Irak, maar daar kwam niets van terecht. Met resolutie 678 stelde de Veiligheidsraad Irak een ultimatum om voor 15 januari 1991 aan de voorgaande resoluties te voldoen. Irak gaf hier geen gehoor aan. 
Op de dag na het verstrijken van het ultimatum begon een coalitie van 34 landen onder leiding van de Verenigde Staten operatie Desert Storm, met grootschalige luchtbombardementen gevolgd door een grondoffensief, operatie Desert Sabre. Tegen 27 februari was de strijd beslecht en op die dag aanvaardde Irak de VN-resoluties.

## Inhoud
De Veiligheidsraad:
- herinnert aan de resoluties 687, 707 en andere over de zaak;
- herinnert in het bijzonder dat de secretaris-generaal en de directeur-generaal van het Internationaal Atoomenergie Agentschap gevraagd waren plannen op te stellen voor toezicht en verificatie.[1]
- neemt nota van het rapport en de nota van de Secretaris-generaal met die plannen;
- handelt onder Hoofdstuk VII van het Handvest van de Verenigde Naties;

1. keurt de ingediende plannen goed;
2. beslist dat de Speciale Commissie het plan zal uitvoeren;
3. vraagt de directeur-generaal van het (Atoomenergie)agentschap zijn plan met hulp van de Speciale Commissie uit te voeren;
4. beslist dat de Speciale Commissie:
a. verder locaties zal aanwijzen voor inspectie en overvluchten;
b. verder hulp zal bieden aan de directeur-generaal van het Agentschap met expertise, transport, informatie en andere steun;
c. andere functies op nucleair vlak zal uitvoeren om de activiteiten in het plan te coördineren;
5. eist dat Irak al zijn verplichtingen in het plan nakomt en samenwerkt met de Speciale Commissie en de directeur-generaal;
6. moedigt de lidstaten aan om zo veel mogelijk te helpen behoudens Iraks aansprakelijkheid voor alle kosten;
7. vraagt het comité opgericht met resolutie 661, de Speciale Commissie en de directeur-generaal een mechanisme te ontwikkelen om toe te zien op de levering van zaken relevant aan sectie C van resolutie 687[1] aan Irak;
8. vraagt de secretaris-generaal en de directeur-generaal om wanneer gevraagd en ten minste elke zes maanden te rapporteren over de uitvoering van de plannen;
9. besluit om op de hoogte te blijven.

## Verwante resoluties
- Resolutie 707 Veiligheidsraad Verenigde Naties
- Resolutie 712 Veiligheidsraad Verenigde Naties
- Resolutie 773 Veiligheidsraad Verenigde Naties (1992)
- Resolutie 778 Veiligheidsraad Verenigde Naties (1992)

Lijst ·  684 ·  685 ·  686 ·  687 ·  688 ·  689 ·  690 ·  691 ·  692 ·  693 ·  694 ·  695 ·  696 ·  697 ·  698 ·  699 ·  700 ·  701 ·  702 ·  703 ·  704 ·  705 ·  706 ·  707 ·  708 ·  709 ·  710 ·  711 ·  712 ·  713 ·  714 ·  715 ·  716 ·  717 ·  718 ·  719 ·  720 ·  721 ·  722 ·  723 ·  724 ·  725